# 판빙빙
판빙빙(중국어: 范冰冰, 병음: Fàn Bīngbīng, 한자음: 범빙빙, 1981년 9월 16일~)은 중화인민공화국의 배우, 모델, 텔레비전 프로듀서, 가수이다.
중화인민공화국 산둥성 옌타이에서 출생했습니다. 상해 사범대학 부속 셰진(謝晉) 텔레비전 예술 학교(중국어: 上海師範大學附屬謝晉影視學校)를 나왔다.
판빙빙은 영화와 드라마 출연 등으로 배우로서 활동하다가 드라마 《황제의 딸》과 《황제의 딸 2》에서 금쇄 역으로 출연해 일약 스타덤에 올랐다.

## 생애
1981년 중국 산둥성 옌타이시에서 1남 1녀 중 첫째로 태어났다.
상하이 사범 대학 부속 셰진 텔레비전 예술 학교를 나온 그녀는 《황제의 딸》, 《소이비도》, 《소년포청천》, 《비도외전》, 《평종협영록》 등의 영화에 출연했고 앞으로 액션이나 귀신연기를 하고 싶다고 한다.
《황제의 딸》에서 주인공 자미의 몸종 금쇄 역을 맡아 얼굴을 알렸다. 《묵공》에서는 액션을 훌륭히 소화해내며 중국의 스타에서 아시아의 별을 꿈꾸고 있다.
2004년 펑샤오강 감독의 영화 ‘수기(手機)’에서 주인공의 정부 역으로 출연하면서 중국 백화장 영화제 여우주연상을 수상했고 유덕화와 함께 2007년 ‘묵공’에 출연하며 스타 반열에 올라섰다.
2005년 가수로 데뷔하였다.
2006년 제3회 패션남녀 평선수상식에서 '최고의 미인'으로 선정된 바 있으나, 이와 반대로 2007년에는 '토할 것 같은 연예인 탑20'에 포함되기도하였다.
2007년 개인 매니지먼트회사 설립, 드라마와 영화를 제작하는 등 끊임없는 변신을 시도하며 만능 엔터테이너의 면모를 드러냈다.
2010년에는 포브스 선정 ‘유명 중국인 톱10’에 이름을 올렸으며, 현재 연간 수입 약 300억원에 달하는 아시아 연예계 최고 스타로 각광받고 있다.
2011년 강제규 감독의 영화 《마이 웨이》에서 일본군에게 죽임을 당한 가족의 원수를 갚고자 전쟁에 참전한 중국인 저격수 역을 맡았다.

## 논란

### 탈세 혐의로 인한 조사
2018년, 탈세를 위해서 한 영화를 찍으면서 여러 영화사와 계약한 것처럼 이면 계약을 했다는 의혹이 제기되었다. 5월 28일, CCTV 전 진행자인 추이융위안이 소셜미디어에 판빙빙이 한 계약에서 약 1000만 위안(한화 16억여원)을 받았다는 이면계약 서류의 이미지를 공개했다. 또 6000만 위안(약 98억원)의 계약서류를 공개하기도 했다. 판빙빙은 이를 부인하였다.
의혹이 제기된 이후 판빙빙은 행방이 묘연해졌고, 갑자기 감금설, 미국 망명설, 연인과 결별설, 다른남자와의결혼설, 임신설, 동생인 판청청이 판빙빙의 아들설 등등의 이상한 루머가 나돌았다. 9월 17일, 판빙빙의 소식이 전해졌다. 대만 빈과일보는 홍콩 빈과일보를 인용해, 판빙빙이 유무죄 여부를 기다리며 지금까지 조용히 집에서 지내고 있었다고 보도했다.
10월 3일, 판빙빙은 미납 세금과 벌금을 합쳐 약 1436억 원(약 8억 8300만 위안)을 내기로 하였고, SNS를 통해 사과문을 올렸다. 세무당국의 조사 결과, 판빙빙은 영화 '대폭격'에 출연하면서 약 49억 원(약 3천만 위안)을 받았지만 실제로는 3분의 1인 약 17억 원(1천만 위안)만을 신고했으며, 이런 방식으로 400억 원(약 2억 4,800만 위안)을 탈세한 것으로 드러났다. 그이후로 다시 배우로 돌아오게 됐다.

## 출연 작품

### 영화
| 연도 | 제목                                | 역할          | 비고                 |
| ---- | ----------------------------------- | ------------- | -------------------- |
| 2002 | 《수족정심》                        | 장설청        |                      |
| 2002 | 《아가유일척하동사》                | 평안군주      |                      |
| 2002 | 《일견종정》                        | 구구          |                      |
| 2003 | 《수기》                            | 무월          |                      |
| 2004 | 《트윈 이펙트2》                    | 홍축          |                      |
| 2005 | 《정전대성》                        | 외계인 공주   |                      |
| 2006 | 《묵공》                            | 일열          |                      |
| 2007 | 《청평과》                          | 정림          |                      |
| 2007 | 《사랑에서 영혼으로》               | 만리          |                      |
| 2007 | 《콜 포 러브》                      | 진소우        |                      |
| 2007 | 《기생인》                          | 장융          |                      |
| 2007 | 《로스트 인 베이징》                | 핑궈          |                      |
| 2007 | 《도화선》                          | 주디          |                      |
| 2007 | 《힙약정인》                        | 리우자오      |                      |
| 2007 | 《명운호규전이》                    | 닝찬 / 신란   |                      |
| 2008 | 《쿵푸힙합》                        | DJ 티나       |                      |
| 2008 | 《회가적로》                        | 전총          |                      |
| 2008 | 《도화운》                          | 장영          |                      |
| 2009 | 《신주쿠 사건》                     | 릴리          |                      |
| 2009 | 《소피의 연애매뉴얼》               | 안나          |                      |
| 2009 | 《맥전》                            | 아데나        |                      |
| 2009 | 《8인: 최후의 결사단》              | 내연녀        |                      |
| 2010 | 《미래경찰 X》                      | 미리          |                      |
| 2010 | 《동풍우》                          | 환안          |                      |
| 2010 | 《중경 블루스》                     | 죽청          |                      |
| 2010 | 《천하영웅》                        | 장희공주      |                      |
| 2011 | 《스트레치》                        | 팜지          |                      |
| 2011 | 《샤오린: 최후의 결전》             | 카오만의 아내 |                      |
| 2011 | 《관음산》                          | 남풍          |                      |
| 2011 | 《건당위업》                        | 륭유          |                      |
| 2011 | 《마이 웨이》                       | 쉬라이        |                      |
| 2012 | 《2차 노출》                        | 송치          |                      |
| 2012 | 《로스트 인 타일랜드》              | 판빙빙        |                      |
| 2013 | 《아이언맨 3》                      | Wu Jiaqi      | 중국어 버전에만 출연 |
| 2013 | 《일야경희》                        | 미쉘          |                      |
| 2014 | 《엑스맨: 데이즈 오브 퓨처 패스트》 | 블링크        |                      |
| 2014 | 《백발마녀전: 명월천국》            | 연예상        |                      |
| 2014 | 《화도대전》                        |               |                      |
| 2014 | 《화광여인》                        |               |                      |
| 2015 | 《양귀비: 왕조의 여인》             | 양귀비        |                      |
| 2015 | 《스킵트레이스》                    | 사만다        |                      |
| 2016 | 《만물생장: 끝없는 관계》           | 류칭          |                      |
| 2016 | 《더 문 앤 더 선》                  |               |                      |
| 2016 | 《작적》                            |               |                      |
| 2016 | 《봉신연의: 영웅의 귀환》           | 달기          |                      |
| 2016 | 《3D 봉신방》                       |               |                      |
| 2016 | 《아부시반금련》                    |               |                      |
| 2017 | 《특수부대: 스카이 헌터》           | 야리          |                      |
| 2018 | 《대폭격》                          |               |                      |
| 2022 | 《355》                             | 린마셩        |                      |
| 2022 | 《킹스 도터》                       |               |                      |
| 2023 | 《녹야》                            | 진 시아       |                      |

### 드라마
- 1998년
  - 《마영정》 - 백소접 역
  - 《황제의 딸》 - 금쇄 역

- 1999년
  - 《청춘출동》 - 황소타 역
  - 《소림오권》 - 아사 역
  - 《황제의 딸 2》 - 금쇄 역
  - 《소이비도》 - 행아 역

- 2000년
  - 《중관촌풍운》 - 소설아 역
  - 《홍진왕사》 - 임사원 역

- 2001년
  - 《진시황》 - 아약 역
  - 《강산위중》 - 여사낭 역
  - 《황궁의 보배》 - 상관설여 역
  - 《애정보전》 - 송인장 역
  - 《소년 포청천 2》 - 소청정 역

- 2002년
  - 《특경비룡》 - 여풍 역
  - 《진애락정》 - 탑나 역

- 2003년
  - 《천일생수》 - 범운련 역
  - 《복성고조저팔계》 - 금모서 역
  - 《사호녀감》 - 진욱 역
  - 《평종협영록》 - 운뢰 역
  - 《명포진관동》 - 영안공주
  - 《취보분》 - 조설아 역

- 2004년
  - 《대당부용원》 - 양귀비 역
  - 《장지능운 포청천》 - 야률오설 역
  - 《돌발사건》 - 나효 역

- 2005년
  - 《미려신천지》 - 정림 역
  - 《팔대호협》 - 초상상 역
  - 《소어아와 화무결》 - 철심란 역

- 2006년
  - 《회유천사체아애니》 - 범문형 역
  - 《봉신방 - 봉명기산》 - 달기 역
  - 《경자풍운》 - 금난난 역

- 2007년
  - 《인간정연》 - 감로 역
  - 《연지설》 - 문옥화 역

- 2009년
  - 《1948 상하이, 금대반》 - 금조려 역
  - 《봉산방 - 무왕벌주》 - 상아 역

- 2014년
  - 《무미랑전기》 - 무측천 역

- 2022년
  - 《인사이더》 - 람 역 (한국드라마 첫 특별출연)